# Юньян (Чунцин)
Юнья́н (кит. упр. 云阳, пиньинь Yúnyáng) — уезд города центрального подчинения Чунцин (КНР). Название уезда означает «к солнцу [то есть к югу] от Юньаньских соляных копей».

## История
При империи Цинь здесь был создан уезд Цюйжэнь (朐忍县). При империи Северная Чжоу в 568 году он был переименован в Юньань (云安县). При империи Сун уезд был в 973 году поднят в статусе до округа-цзюнь, а в конце империи Сун округ был расформирован. При империи Юань в 1278 году округ был восстановлен, а в 1283 году преобразован в область Юньян (云阳州). При империи Мин в 1373 году область была понижена в статусе до уезда.
В 1997 году уезд Юньян был передан под юрисдикцию Чунцина.

## Административно-территориальное деление
Уезд Юньян делится на 4 уличных комитета, 26 посёлков, 11 волостей и 1 национальную волость.